# Baião (Portogallo)
Baião (bɐi'ɐ̃ũ) è un comune portoghese di 22 355 abitanti situato nel distretto di Porto.

## Società

### Evoluzione demografica
| Popolazione di Baião (1801 – 2004) | Popolazione di Baião (1801 – 2004) | Popolazione di Baião (1801 – 2004) | Popolazione di Baião (1801 – 2004) | Popolazione di Baião (1801 – 2004) | Popolazione di Baião (1801 – 2004) | Popolazione di Baião (1801 – 2004) | Popolazione di Baião (1801 – 2004) | Popolazione di Baião (1801 – 2004) |
| ---------------------------------- | ---------------------------------- | ---------------------------------- | ---------------------------------- | ---------------------------------- | ---------------------------------- | ---------------------------------- | ---------------------------------- | ---------------------------------- |
| 1801                               | 1849                               | 1900                               | 1930                               | 1960                               | 1981                               | 1991                               | 2001                               | 2004                               |
| 9939                               | 17944                              | 23139                              | 26886                              | 28864                              | 24438                              | 22456                              | 22355                              | 21564                              |

## Suddivisioni amministrative
Dal 2013 il concelho (o município, nel senso di circoscrizione territoriale-amministrativa) di Baião è suddiviso in 14 freguesias principali (letteralmente, parrocchie).

### Freguesias
1. Ancede: Ancede, Ribadouro
2. Baião (Santa Leocádia): Baião (Santa Leocádia), Mesquinhata
3. Campelo: Campelo, Ovil
4. Loivos da Ribeira: Loivos da Ribeira, Tresouras
5. Santa Cruz do Douro: Santa Cruz do Douro, São Tomé de Covelas
6. Teixeira: Teixeira, Teixeiró
7. Frende
8. Gestaçô
9. Gove
10. Grilo
11. Loivos do Monte
12. Santa Marinha do Zêzere
13. Valadares
14. Viariz